# Robert Waldby
Robert Waldby (auch Waldeby) (* um 1335; † 27. Dezember 1397) war ein englischer Geistlicher. Er war Bischof von vier Diözesen, zuletzt Erzbischof von York.

## Herkunft und Ausbildung
Robert Waldby stammte wahrscheinlich aus Yorkshire. Er war mit dem Prediger John Waldby († 1372) verwandt, der vermutlich ein Onkel oder Cousin von ihm war. Sehr unwahrscheinlich ist dagegen die gelegentlich angenommene These, dass John Waldby sein Bruder war. Über Roberts Jugend ist nichts bekannt. Er trat in den Augustinerorden ein und empfing zwischen März 1361 und März 1362 im Gebiet des Erzbistums York die Priesterweihe. Vermutlich hatte er zuvor in Oxford studiert. 1382 wurde Waldby als Tholosanus bezeichnet, was vermuten lässt, dass er auch in Toulouse studiert hat, wohin 1365 Papst Urban V. die Mönche des Augustinerordens zum Studium hin geschickt hatte. Nach Angaben auf Waldbys Grabdenkmal hatte er Beziehungen zur Augustinerniederlassung in Tickhill. 1383 wurde er als Master der Theologie und als Theologieprofessor bezeichnet. Nach seinem Grabdenkmal hatte er auch römisches Recht sowie möglicherweise auch Medizin studiert.

## Aufstieg als Geistlicher

### Beamter in Frankreich und Bischof von Aire
Waldby diente offenbar während des Hundertjährigen Kriegs dem Schwarzen Prinzen als Beamter in Aquitanien. Am 1. April 1383 gehörte er einer englischen Gesandtschaft nach Aragón an und am 20. August 1389 wurde er zum Siegelbewahrer des Seneschalls von Aquitanien ernannt. Gelegentlich wird er auch als Kanzler von Aquitanien bezeichnet, was jedoch wohl ein Missverständnis ist. Am 4. Juni 1386 ernannte ihn Papst Urban VI. für seine Dienste zum Bischof von Aire. Zeitweise wurde er auch als Bischof von Aire und St Quittière und fälschlicherweise als Bischof von Sodor bezeichnet. Während des Großen Schismas unterstützte das englisch besetzte Aquitanien die Päpste in Rom, während das gegnerische Frankreich die Gegenpäpste in Avignon unterstützte. Da das Bistum Aire keine wohlhabende Diözese war, erwarb Waldby 1388 die Einkünfte von verschiedenen Pfründen in Frankreich, die von der englischen Krone während des Kriegs beschlagnahmt worden waren.

### Erzbischof von Dublin, Bischof von Chichester und Erzbischof von York
Von Ende der 1380er Jahre an gehörte Waldby zu den engen Unterstützern von König Richard II. Nach der Inschrift auf seinem Grabdenkmal war er vielleicht der Leibarzt des Königs, was jedoch nicht gesichert ist. Durch die Förderung des Königs wurde Waldby am 14. November 1390 zum Erzbischof von Dublin ernannt. Waldby besuchte seine neue Diözese jedoch nicht, sondern erhielt am 30. Oktober 1391 von Richard II. die lebenslange Erlaubnis, nicht nach Irland reisen zu müssen. Dennoch wurde er im Februar 1392 zum Kanzler von Irland ernannt, was im Juli des Jahres bestätigt wurde. Er blieb weiter Irland fern, doch aufgrund seines Amtes nahm er 1392 mehrmals an Sitzungen des königlichen Rates teil. Im März 1394 wurde ihm erneut erlaubt, trotz seiner Ämter in England zu bleiben. Als Richard II. jedoch im Herbst 1394 zu einem Feldzug nach Irland aufbrach, begleitete Waldby den König. 1395 wurde er kurzzeitig Siegelbewahrer des Großsiegels von Irland. 1395 gehörte er zu den Gesandten, die nach Frankreich reisten, um mit dem französischen König Karl VI. über eine Heirat von Richard II. mit der französischen Prinzessin Isabelle zu verhandeln. Am 3. November 1395 wechselte Waldby erneut die Diözese und wurde Bischof von Chichester. Obwohl er damit vom Erzbischof zum Bischof herabgestuft wurde, konnte er durch den Wechsel in engerem Kontakt zum König bleiben. Dazu hatte er aus der Diözese Chichester größere Einkünfte als aus der irischen Erzdiözese. Bereits am 5. Oktober 1396 wechselte Waldby erneut seine Diözese, als er Erzbischof von York wurde. Angeblich stimmte das Kathedralkapitel von York gegen seine Ernennung, was jedoch nicht sicher bewiesen ist, doch dafür gab es Vorwürfe wegen Simonie. Soweit bekannt ist, kam er nie nach York, sondern überließ die Verwaltung der Erzdiözese seinem Generalvikar. Er starb jedoch schon etwa ein Jahr später, vermutlich in London, möglicherweise auch in Gloucester, an den Folgen eines Schienbeinbruchs. Bei seinem Tod befand er sich in finanziellen Schwierigkeiten. Der König erlaubte, dass er in Westminster Abbey bestattet wurde.

## Wirken als Theologe
Waldby war ein gelehrter Theologe, der aktiv Ketzerei und Häresie bekämpfte. In seiner Büchersammlung befand sich auch ein Buch, das sich gegen die Lehren von Wyclif wandte. 1382 nahm er als Theologe an der Earthquake Synod in London teil, die unter Leitung von Erzbischof William Courtenay die Ideen von Wyclif und den Lollarden verdammte. 1392 nahm er an einer Synode in Stamford teil. 1391 wurde ihm und den anderen irischen Bischöfen die Erlaubnis gegeben, ketzerische Prediger zu verhaften, wobei sich diese Erlaubnis vermutlich weniger gegen Anhänger Wyclifs als gegen Anhänger des Gegenpapstes Clemens VII. richtete. Seine Spende zur Unterstützung des Neubaus der Kapelle von University College in Oxford wurde in einer Fensterinschrift gewürdigt. Da von Waldby aber keine Schriften erhalten sind, kann sein Einfluss auf die englische Kirche des späten 14. Jahrhunderts nicht belegt werden.